# Clot (metropolitana di Barcellona)
Clot è una stazione della linea 1 e della linea 2 della Metropolitana di Barcellona ed è collegata alla stazione ferroviaria di El Clot-Aragó.
La stazione della linea 1, costruita sotto l'Avinguda Meridiana tra Carrer d'Aragó e Carrer València, è stata inaugurata nel 1951; è strutturata secondo il modello spagnolo con piattaforme centrale e laterali.
La stazione a servizio della linea 2, inaugurata nel 1992, è situata più in profondità sotto Carrer València.